# Acropomatidae
Die Acropomatidae sind eine Fischfamilie aus der Gruppe der Barschverwandten (Percomorphaceae). Sie leben im Atlantik, im Pazifik und im Indischen Ozean in Tiefen von mehreren hundert Metern.

## Merkmale
Die Fische werden 10 bis 40 Zentimeter lang. Sie besitzen zwei Rückenflossen, die von acht bis neun Hartstrahlen und zehn Weichstrahlen gestützt werden. Die Afterflosse hat drei Hart- und sieben bis neun Weichstrahlen. Alle Arten der Acropomatidae besitzen 25 Wirbel und sieben Branchiostegalstrahlen. Die Arten der Gattung Acropoma haben Leuchtorgane in der Bauchregion, weshalb sie im englischen als „lanternbellies“ oder „glowbellies“ bezeichnet werden. Ihr Anus sitzt weit vorne, nah der Bauchflossenbasis, ein Merkmal, das auch beim Sägebarsch Bullisichthys caribbaeus und beim Kardinalbarsch Ostorhinchus gularis auftritt.

## Systematik
Die Familie Acropomatidae wurde im Jahr 1893 durch den US-amerikanischen Ichthyologen Theodore Nicholas Gill eingeführt. Sie umfasste ursprünglich zehn Gattungen und etwa 40 Arten. In dieser Zusammensetzung war die Familie jedoch nicht monophyletisch, sondern bestand aus drei Kladen mit unterschiedlicher Stellung im phylogenetischen Baum. So bildet Acropoma, die Typusgattung der Familie Acropomatidae, zusammen mit Doederleinia die Schwestergruppe der Scombropidae, während z. B. die Gattungen Malakichthys und Neoscombrops und ihre nahen Verwandten die Schwestergruppe der Wrackbarsche (Polyprionidae) sind. Um wieder zu monophyletischen Familien zu kommen, wurden deshalb die Familien Malakichthyidae (Jordan & Richardson, 1910) und Synagropidae (Smith, 1961) revalidiert, so das nur noch zwei Gattungen in der Familie Acropomatidae verbleiben, Acropoma mit neun Arten und die monotypische Gattung Doederleinia. Die drei Fischfamilien können anhand ihrer Flossenformel unterschieden werden.
- Gattung Acropoma
  - Acropoma arafurensis Okamoto et al., 2019.
  - Acropoma argentistigma Okamoto & Ida, 2002.
  - Acropoma boholensis Yamanoue & Matsuura, 2002.
  - Acropoma hanedai Matsubara, 1953.
  - Acropoma heemstrai Okamoto & Golani, 2017.
  - Acropoma japonicum Günther, 1859.Doederleinia berycoides

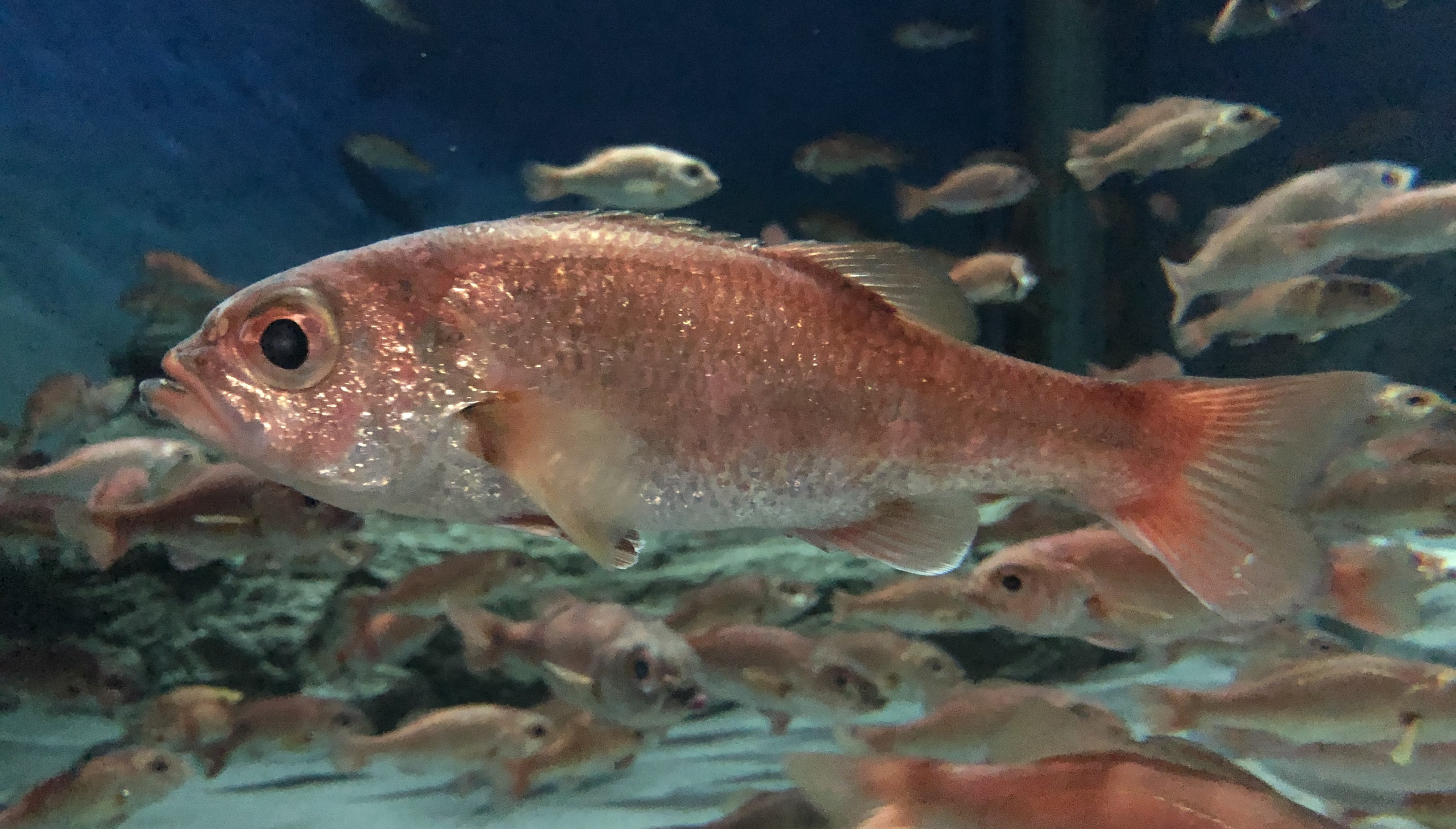
Doederleinia berycoides

  - Acropoma lacrima Okamoto & Golani, 2017.
  - Acropoma lecorneti Fourmanoir, 1988.
  - Acropoma leobergi Prokofiev, 2019.
  - Acropoma neglectum Okamoto & Golani, 2017.
  - Acropoma profundum Okamoto, 2014.
- Gattung Doederleinia
  - Doederleinia berycoides (Hilgendorf, 1879).

## Fossilbefund
Ein fossiler Verwandter, Acropoma lepidotus ist aus dem mittleren Eozän der norditalienische Monte-Bolca-Formation, die aus Ablagerungen der Tethys entstand, bekannt.